# Olympische Jugend-Sommerspiele 2018/Rudern
Bei den Olympischen Jugend-Sommerspielen 2018 in Buenos Aires wurden vom 7. bis zum 10. Oktober insgesamt vier Wettbewerbe im Rudern ausgetragen.

## Ergebnisse

### Jungen-Einer
| Platz | Land                           | Athlet                      | Zeit (min) |
| ----- | ------------------------------ | --------------------------- | ---------- |
| 1     | Ukraine                        | Iwan Tyschtschenko          | 1:32,47    |
| 2     | Belarus                        | Iwan Brynsa                 | 1:32,84    |
| 3     | Australien                     | Cormac Kennedy-Leverett     | 1:33,84    |
| 4     | Peru                           | Angel Sosa                  | 1:34,15    |
| 5     | Schweiz                        | Kai Schätzle                | 1:37,98    |
| 6     | Moldau                         | Ivan Corsunov               | 1:40,06    |
| 7     | Griechenland                   | Stefanos Kapakoglou         | 1:41,20    |
| 8     | Tschechien                     | Gabriel Mahler              | 1:43,16    |
| 9     | Volksrepublik China            | Chi Xinxin                  | 1:38,58    |
| 10    | Brasilien                      | Marco van Blarcum de Graaff | 1:38,88    |
| 11    | Südafrika                      | Liam Peter Smit             | 1:40,34    |
| 12    | Uruguay                        | Martin Gonzalez Volkmann    | 1:40,44    |
| 13    | Hongkong                       | Wong Wai Chun               | 1:40,87    |
| 14    | Kuba                           | Alexei Carballosa Ramirez   | 1:41,16    |
| 15    | Japan                          | Shunsuke Shimada            | 1:43,18    |
| 16    | Norwegen                       | Nicolai Haraldseth          | 1:43,87    |
| 17    | Tunesien                       | Dhia Eddine Zoghlami        | 1:37,81    |
| 18    | Vereinigte Staaten             | Maxwell Heid                | 1:38,17    |
| 19    | Nicaragua                      | Bryan Chamorro Ramirez      | 1:42,47    |
| 20    | Algerien                       | Neil Nekkache               | 1:43,40    |
| 21    | Simbabwe                       | David Maonga                | 1:43,64    |
| 22    | Kiribati                       | Martin Tamoaieta            | 1:44,51    |
| 23    | St. Vincent und die Grenadinen | Jaheed Thomas               | 1:56,07    |
| –     | Dänemark                       | Thomas Jensen               | (DNS)      |

### Jungen-Zweier ohne Steuermann
| Platz | Land                   | Athleten                                               | Zeit (min) |
| ----- | ---------------------- | ------------------------------------------------------ | ---------- |
| 1     | Italien                | Alberto Zamariola Nicolas Castelnovo                   | 1:30,40    |
| 2     | Rumänien               | Florin Arteni Alexandru Danciu                         | 1:30,65    |
| 3     | Argentinien            | Felipe Modarelli Tomás Herrera                         | 1:30,97    |
| 4     | Usbekistan             | Davrjon Davronov Evgeniy Agafonov                      | 1:31,63    |
| 5     | Vereinigtes Königreich | Michael Dalton Theo Darlow                             | 1:31,89    |
| 6     | Kroatien               | Patrik Lončarić Anton Lončarić                         | 1:32,98    |
| 7     | Chile                  | José Nicolás Obando Huequeman Nicolas Tapia            | 1:33,35    |
| 8     | Indien                 | Satman Singh Ashish Goliyan                            | 1:38,01    |
| 9     | Türkei                 | Emre Kubilay Oğuz Barış Ertürk                         | 1:33,96    |
| 10    | Ägypten                | Mostafa Ahmed Mohamed Omar Hamdy Ibrahim               | 1:34,68    |
| 11    | Mexiko                 | Rafael Gerardo Salas Martinez Juan Carlos Trejo Chavez | 1:35,59    |
| 12    | Deutschland            | Eric Streibler Erik Kohlbach                           | 1:36,59    |

### Mädchen-Einer
| Platz | Land                   | Athletin                     | Zeit (min) |
| ----- | ---------------------- | ---------------------------- | ---------- |
| 1     | Argentinien            | Maria Sol Ordás              | 1:43,81    |
| 2     | Schweden               | Elin Lindroth                | 1:44,31    |
| 3     | Estland                | Greta Jaanson                | 1:46,13    |
| 4     | Usbekistan             | Luizakhon Islomova           | 1:51,21    |
| 5     | Australien             | Taylor McCarthy-Smith        | 1:46,04    |
| 6     | Mexiko                 | Mildred Mercado              | 1:48,11    |
| 7     | Frankreich             | Lucine Ahyi                  | 1:48,24    |
| 8     | Kuba                   | Marelis González Fernández   | 1:53,01    |
| 9     | Vereinigtes Königreich | Georgie Robinson Ranger      | 1:47,32    |
| 10    | Belgien                | Caitlin Govaert              | 1:49,33    |
| 11    | Slowenien              | Ilaria Macchi                | 1:49,85    |
| 12    | Kanada                 | Grace Vandenbroek            | 1:52,30    |
| 13    | Deutschland            | Tabea Kuhnert                | 1:50,11    |
| 14    | Schweiz                | Jana Nussbaumer              | 1:51,54    |
| 15    | Südafrika              | Katherine Elizabeth Williams | 1:52,73    |
| 16    | Spanien                | Aina Prats Turró             | 1:53,11    |
| 17    | Ägypten                | Dareen Mahmoud Mohamed       | 1:49,85    |
| 18    | Guatemala              | Marisleysis Cedeño Cuellar   | 1:53,75    |
| 19    | Iran                   | Hanieh Bidad                 | 1:54,76    |
| 20    | Tunesien               | Sara Zammali                 | 1:57,22    |
| 21    | Simbabwe               | Lorryn Bass                  | 1:58,89    |
| 22    | Chinesisch Taipeh      | Hsu Ani                      | 2:00,08    |
| 23    | Libanon                | Joy Khoury                   | 2:10,23    |
| 24    | Uganda                 | Grace Ndagire                | 2:24,09    |

### Mädchen-Zweier ohne Steuerfrau
| Platz | Land                | Athletinnen                                 | Zeit (min) |
| ----- | ------------------- | ------------------------------------------- | ---------- |
| 1     | Griechenland        | Maria Kyridou Christina Bourmpou            | 1:39,99    |
| 2     | Tschechien          | Anna Šantrůčková Eliška Podrazilová         | 1:40,09    |
| 3     | Rumänien            | Tabita Maftei Alina Maria Baletchi          | 1:40,29    |
| 4     | Volksrepublik China | Li Dan Sun Hongjing                         | 1:45,85    |
| 5     | Italien             | Khadija Alajdi El Idrissi Vittoria Tonoli   | 1:41,47    |
| 6     | Litauen             | Vytautė Urbonaitė Kamilė Kralikaitė         | 1:42,13    |
| 7     | Niederlande         | Iris Klok Jessy Vermeer                     | 1:44,36    |
| 8     | Kroatien            | Aria Cvitanović Izabela Krakić              | 1:45,57    |
| 9     | Chile               | Christina Hostetter Isidora Niemeyer        | 1:45,07    |
| 10    | Vereinigte Staaten  | Kaitlyn Knifton Catherine Garrett           | 1:46,72    |
| 11    | Thailand            | Premruethai Hongseethong Nuntida Krajangjam | 1:49,85    |
| 12    | Algerien            | Nihed Benchadli Rahma Amira Sebbouh         | 1:52,54    |

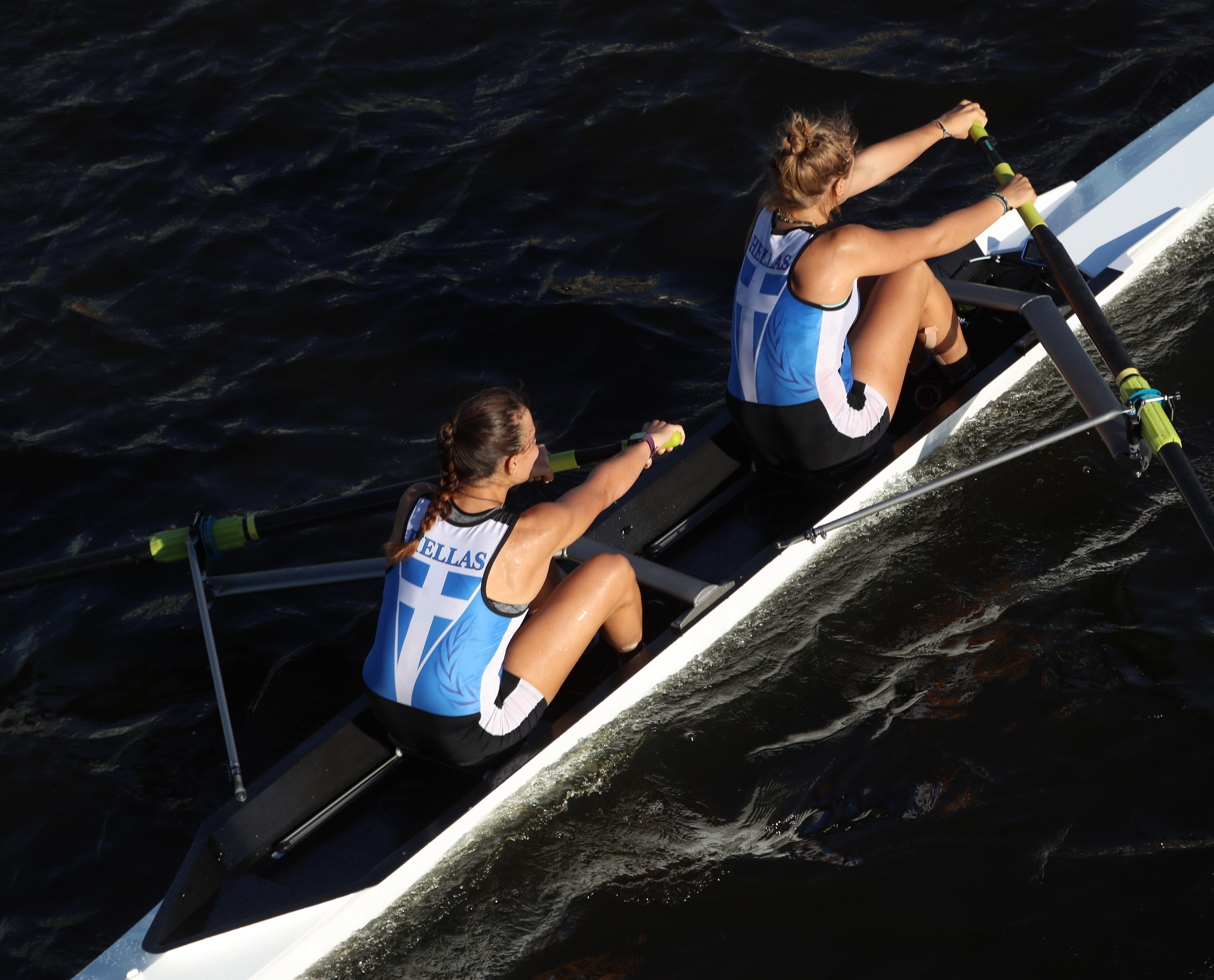
Griechenland: Maria Kyridou und Christina Bourmbou, Goldmedaille
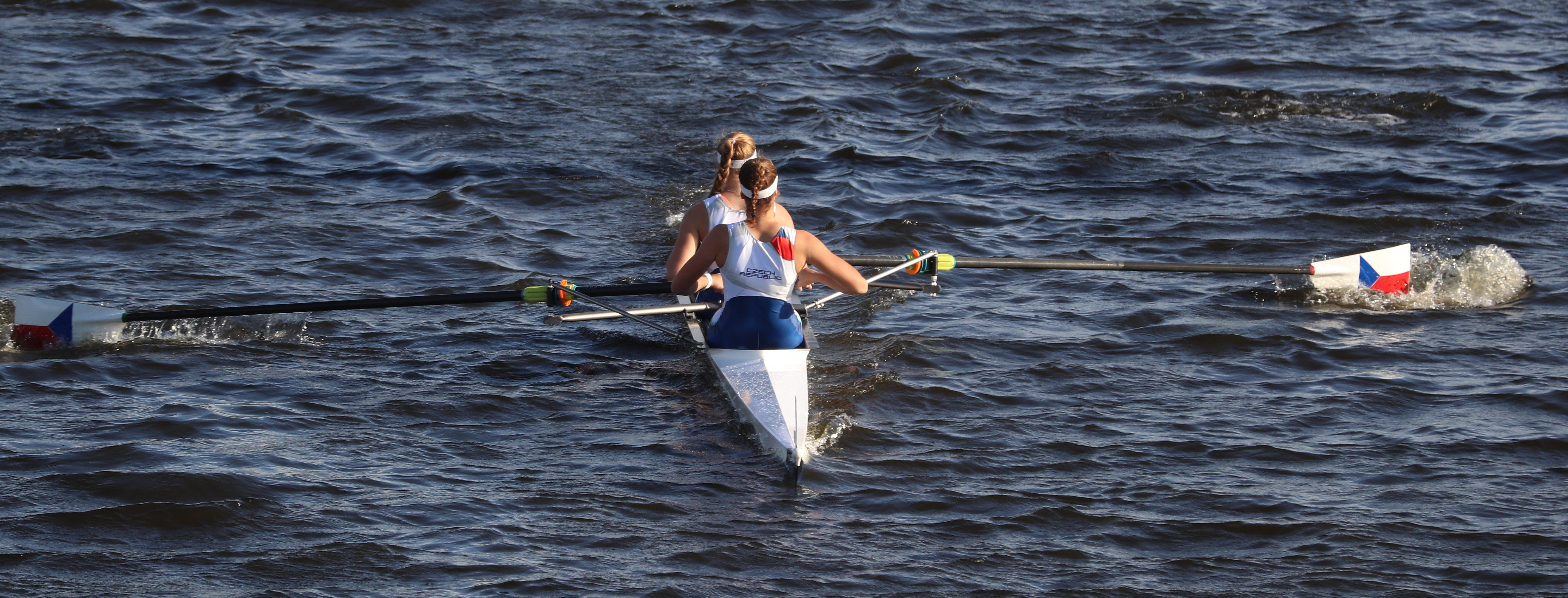
Tschechien: Anna Šantrůčková und Eliška Podrazilová, Silbermedaille
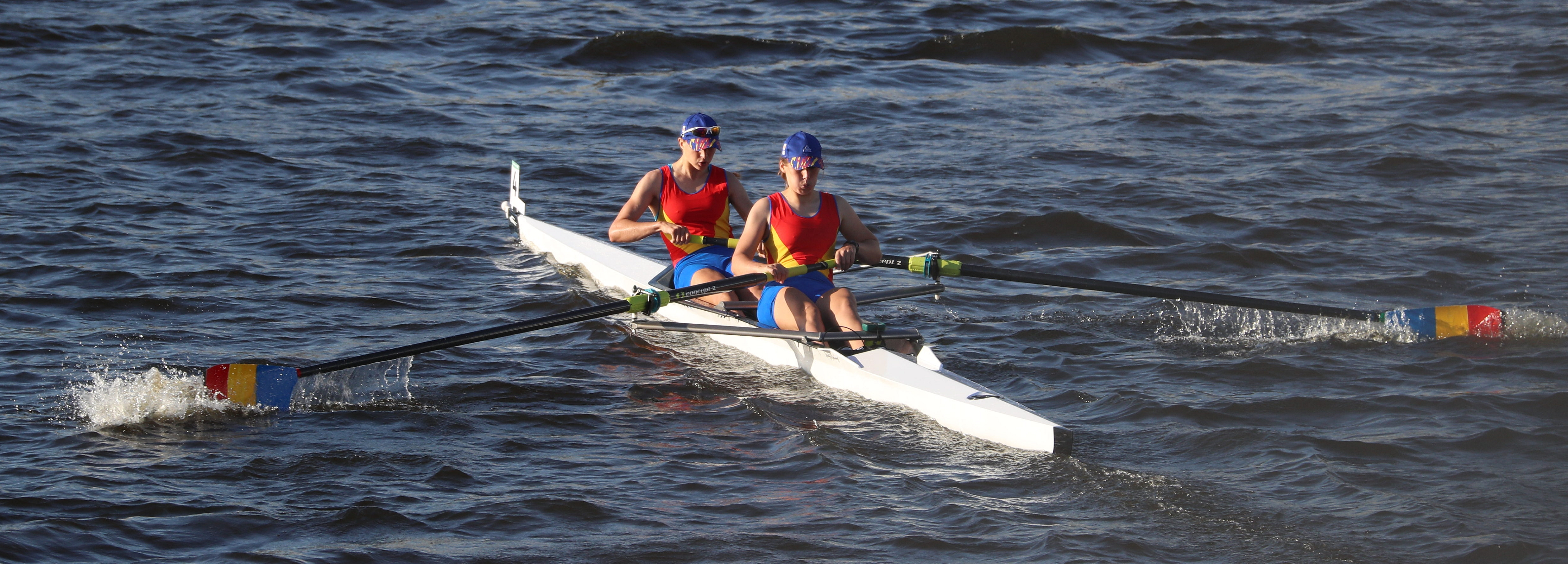
Rumänien: Tabita Maftei und Alina Maria Baletchi, Bronzemedaille